# Chris Meledandri

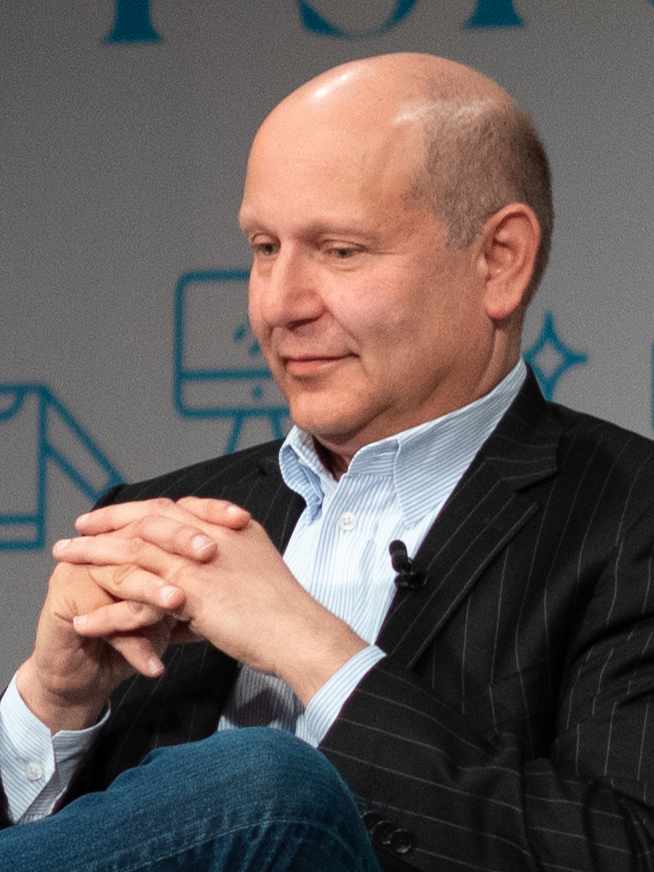
Chris Meledandri (2018)

Christopher „Chris“ Meledandri (* 15. Mai 1959 in New York City) ist ein US-amerikanischer Filmproduzent. Meledandri ist der Gründer und CEO von Illumination Entertainment.

## Leben
Chris Meledandri wurde 1959 in New York City als Sohn eines Modedesigners geboren und wuchs an der Upper East Side auf.
Er schloss 1981 sein Studium am Dartmouth College in Hanover, New Hampshire, ab. Kurz darauf lernte er den Filmproduzenten Daniel Melnick kennen, der ihn 1984 für die Produktion seines Tanzfilms Footloose als Assistenten engagierte.
Seit Mitte der 1980er Jahre ist Meledandri selbst als Filmproduzent tätig. Mit der Produktion des Überraschungserfolges Cool Runnings – Dabei sein ist alles qualifizierte er sich für größere Projekte. Von 1994 bis 2007 war er bei 20th Century Fox Animation, einer Tochter der 20th Century Fox, tätig, wo er als Executive Producer unter anderem an der Entstehung der Animationsfilme Ice Age (2002) und Ice Age 2 – Jetzt taut’s (2006) beteiligt war.
Im Jahr 2007 gründete er mit Unterstützung von Universal Pictures das Filmstudio Illumination Entertainment, mit dem Meledandri Animationsfilme wie Ich – Einfach unverbesserlich (2010), Hop – Osterhase oder Superstar? (2011) oder Der Lorax (2012) produzierte. Für Ich – Einfach unverbesserlich 2 war Meledandri gemeinsam mit Pierre Coffin und Chris Renaud bei der Oscarverleihung 2014 in der Kategorie Bester animierter Spielfilm für einen Oscar nominiert.
Meledandri ist Mitglied der Producers Guild of America (PGA). 2014 wurde er von der PGA mit dem 2014 Visionary Award als einer der maßgeblichen Produzenten aktueller Animationsfilme ausgezeichnet.
Er lebt mit seiner Frau Leslie und den zwei gemeinsamen Söhnen in Los Angeles.

## Filmografie (Auswahl)
Produzent
- 1989: 24 Stunden gejagt (Brothers in Arms)
- 1990: Der Unglücksritter (Opportunity Knocks)
- 1994: Die Geschworene – Verurteilt zur Angst (Trial by Jury)
- 2010: Ich – Einfach unverbesserlich (Despicable Me)
- 2010: Frühjahrsputz (Home Makeover, Kurzfilm)
- 2011: Hop – Osterhase oder Superstar? (Hop)
- 2012: Der Lorax (The Lorax)
- 2013: Ich – Einfach unverbesserlich 2 (Despicable Me 2)
- 2015: Minions
- 2016: Pets (The Secret Life of Pets)
- 2016: Sing
- 2017: Ich – Einfach unverbesserlich 3 (Despicable Me 3)
- 2018: Der Grinch (The Grinch)
- 2019: Pets 2 (The Secret Life of Pets 2)
- 2021: Sing – Die Show deines Lebens (Sing 2)
- 2022: Minions – Auf der Suche nach dem Mini-Boss (Minions: The Rise of Gru)
- 2023: Der Super Mario Bros. Film (The Super Mario Bros. Movie)
- 2023: Raus aus dem Teich (Migration)
- 2024: Ich – Einfach unverbesserlich 4 (Despicable Me 4)

Executive Producer
- 1993: Fly by Night
- 1993: Swing Kids
- 1993: Cool Runnings – Dabei sein ist alles (Cool Runnings)
- 1993: Sister Act 2 – In göttlicher Mission (Sister Act 2: Back in the Habit)
- 2002: Ice Age
- 2005: Robots
- 2005: Aunt Fanny’s Tour of Booty
- 2006: Ice Age 2 – Jetzt taut’s (Ice Age: The Meltdown)
- 2008: Horton hört ein Hu! (Horton Hears a Who!)
- 2022: Der gestiefelte Kater: Der letzte Wunsch (Puss in Boots: The Last Wish)